# Édouard Nalbandian
Pour les articles homonymes, voir Nalbandian.
 (octobre 2017).
Si vous disposez d'ouvrages ou d'articles de référence ou si vous connaissez des sites web de qualité traitant du thème abordé ici, merci de compléter l'article en donnant les références utiles à sa vérifiabilité et en les liant à la section « Notes et références ».
Édouard Nalbandian (en arménien : Էդվարդ Նալբանդյան), est un diplomate et homme politique arménien,  né le 16 juillet 1956 à Erevan (Arménie).
Ministre des Affaires étrangères de l'Arménie du 14 avril 2008 au 12 mai 2018, il succède à Vardan Oskanian à ce poste.